# 2-EXPTIME
Nella teoria della complessità computazionale, la classe di complessità 2-EXPTIME (talvolta chiamata 2-EXP, da 2-Exponential Time, "tempo 2-esponenziale") è l'insieme di tutti i problemi decisionali risolvibili da una macchina deterministica di Turing nel tempo O(22p(n)), dove p(n) è una funzione polinomiale di n.
In termini di DTIME,
{\displaystyle {\mbox{2-EXPTIME}}=\bigcup _{k\in \mathbb {N} }{\mbox{ DTIME }}\left(2^{2^{n^{k}}}\right).}
Sappiamo che
P {\displaystyle \subseteq } NP {\displaystyle \subseteq } PSPACE {\displaystyle \subseteq }EXPTIME {\displaystyle \subseteq } NEXPTIME {\displaystyle \subseteq } EXPSPACE {\displaystyle \subseteq } 2-EXPTIME {\displaystyle \subseteq } ELEMENTARY.
2-EXPTIME può anche essere riformulato come la classe di spazio AEXPSPACE, i problemi che possono essere risolti da una macchina di Turing alternante in spazio esponenziale. Questo è un modo di vedere che EXPSPACE {\displaystyle \subseteq } 2-EXPTIME, dal momento che una macchina di Turing alternante è potente almeno quanto una macchina deterministica di Turing.
2-EXPTIME è una classe in una gerarchia esponenziale di classi di complessità con limiti temporali sempre più alti. La classe 3-EXPTIME è definita similmente a 2-EXPTIME, ma con un limite temporale triplamente esponenziale {\displaystyle 2^{2^{2^{n^{k}}}}}. Questo può essere generalizzato a limiti temporali sempre più alti.

## Problemi 2-EXPTIME-completi
Le generalizzazioni di molti giochi pienamente osservabili sono EXPTIME-completi. Questi giochi sono visti come un caso particolare di una classe di sistemi di transizione definiti in termini di un insieme di variabili di stato e di azioni/eventi che cambiano i valori delle variabili di stato, insieme alla domanda se esista una strategia vincente.
Una generalizzazione di questa classe di problemi pienamente osservabili a problemi parzialmente osservabili eleva la complessità da EXPTIME-completi a 2-EXPTIME-completi.